# 평택군·용인군·안성군
평택군·용인군·안성군은 대한민국의 옛 국회의원 선거구이다. 당시 경기도 평택군, 용인군, 안성군 지역을 관할했다.

## 역사
제9대 국회의원 선거를 앞두고 평택군 선거구와 용인군·안성군 선거구가 통합되면서 신설되었다.
제11대 국회의원 선거를 앞두고 용인군이 여주군, 이천군과 함께 여주군·이천군·용인군 선거구를 형성하게 되었으며 남은 평택군과 안성군이 평택군·안성군 선거구를 형성하게 됨에 따라 폐지되었다.

## 역대 국회의원
| 선거   | 정당 | 정당   | 1위 의원 | 정당 | 정당       | 2위 의원 |
| ------ | ---- | ------ | -------- | ---- | ---------- | -------- |
| 1973년 |      | 신민당 | 유치송   |      | 민주공화당 | 서상린   |
| 1978년 |      | 신민당 | 유치송   |      | 민주공화당 | 서상린   |

## 역대 선거 결과

### 대한민국 제9대 국회의원 선거
|  | 40.56% |

|  | 31.96% |

|  | 12.27% |

|  | 9.16% |

|  | 6.02% |

### 대한민국 제10대 국회의원 선거
|  | 35.81% |

|  | 26.22% |

|  | 13.44% |

|  | 12.06% |

|  | 9.55% |

|  | 2.88% |